# The X Factor
The X Factor je televizní pěvecká soutěž s prvky reality show, vytvořená Simonem Cowellem a poprvé uvedena britskou televizí ITV v září 2004. Dává si za cíl najít mezi neznámými „obyčejnými“ lidmi pěvecký talent a udělat z nich hvězdu. Principem je podobná soutěži Pop Idol. Díky podobnosti se také vlastník práv Pop Idolu Simon Fuller s Cowellem soudil, neboť Cowell byl původně producentem a porotcem Pop Idolu. Nedlouho po prvním stání však došlo k mimosoudnímu vyrovnání.
Původní britská verze show je vysílána od roku 2004. V následujících letech byl pořad prodán do zemí celého světa, ve kterých jsou produkovány místní varianty (např. Americký X Factor). V Česku byl jeden ročník soutěže odvysílán v roce 2008 jako X Factor, v roce 2014 byla uvedena show Česko Slovenský X Factor.

## Princip
Cílem celé soutěže je najít nový pěvecký talent v kategoriích zpěvačka 14-24 let, zpěvák 14-24 let, zpěvák (bez rozdílu pohlaví) od 25 let a pěvecká skupina. Celý průběh soutěže lze rozdělit do 3 fází:
1. Konkursy
2. Soustředění
3. Finále

### Konkursy
Konkursy mají dvě kola. První kolo je neveřejné, nenatáčí se a má za úkol vyřadit opravdové "netalenty" a nezajímavé soutěžící. Druhé kolo již probíhá za přítomnosti kamer a v porotě (na rozdíl od neveřejného kola) již sedí "celebrity" z oblasti show byznysu. V televizi se vysílá ve formě komentovaných sestřihů z konkursů.

### Soustředění
Po konkursech si každý porotce vybere kategorii zpěváků, o kterou se chce "starat". Jeho úkolem je věnovat se jim, podporovat nadějné a vybrat ze své kategorie 6 nejlepších. Ty pak pozve k sobě domů a porotce se stává jejich manažerem v soutěži. Jen tři z každé kategorie pak postoupí do finále.